# Paton (Motorradhersteller)

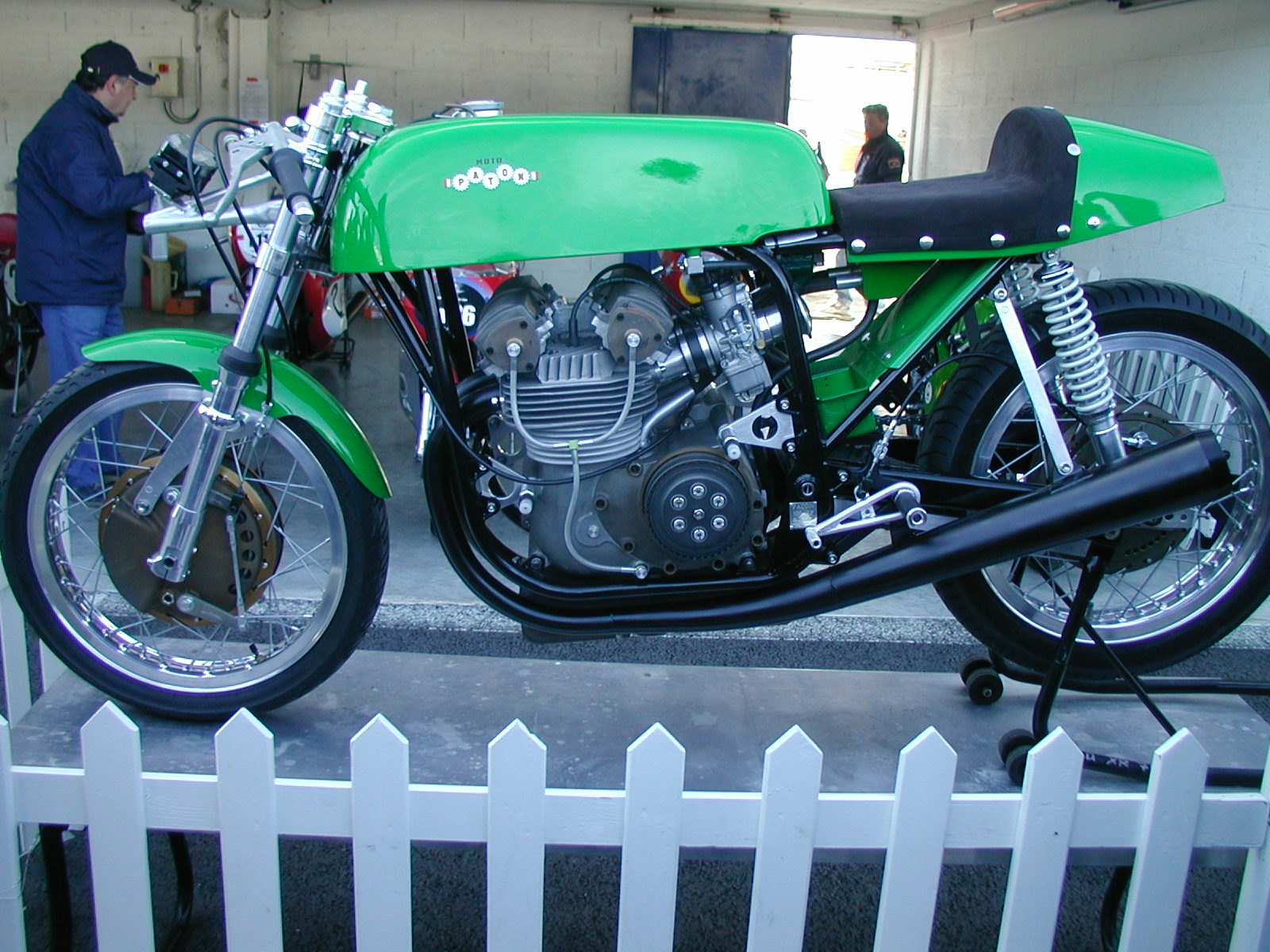
500-cm³-Paton (1970)

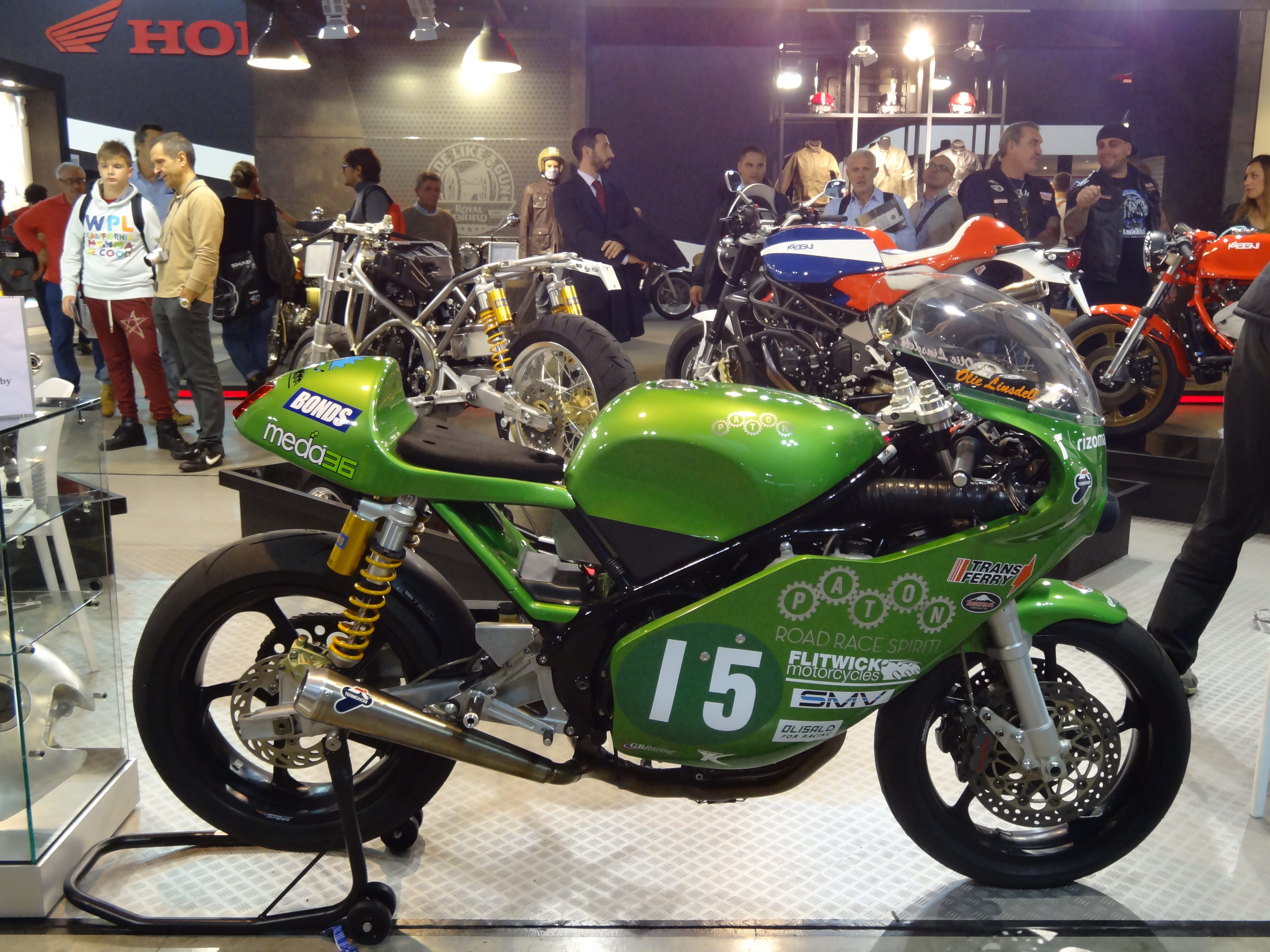
Paton S1 (2014)

Paton ist ein italienischer Rennmotorradhersteller.
Das Unternehmen wurde 1958 von Giuseppe Pattoni und Lino Tonti gegründet, nachdem sich zum Ende der Rennsaison 1957 zahlreiche italienische Hersteller vom Rennsport zurückgezogen hatten. Pattoni war bis zu diesem Rückzug Chefmechaniker und Tonti Konstrukteur bei F.B Mondial. Der Name Paton ergab sich aus den Anfangsbuchstaben, Pattoni und Tonti.

## Geschichte und Technik
Die ersten Paton waren Einzylindermotoren mit OHC-Ventilsteuerung, der 125-cm³-Motor von 1958 wurde mit 18 PS bei 12.000/min angegeben. Später entwickelte Pattoni Zweizylinder für die 250er-Klasse (1964), Alberto Pagani wurde 1964 mit der Paton Dritter bei der Isle of Man TT. 1965 wurde ein 350er-Motor mit DOHC-Ventilsteuerung entwickelt, dessen Leistung mit 40 PS bei 11.000/min angegeben wurde. 1967 wurde die 500er-Paton vorgestellt. Die Leistung betrug anfangs 52 PS bei 9600/min, letzte Modelle der Zweiventiler-Paton mit 483 cm³ Hubraum wurden 1970 mit 65 PS angegeben, die in Konkurrenz zur Linto standen, nachdem sich Lino Tonti von Pattoni trennte. 1976 entwickelte Pattoni eine Rennmaschine in der Klasse bis 500 cm³ Hubraum, die einen neu entwickelten V-Vierzylinder-Zweitaktmotor als Antrieb hatte und bei nationalen Rennen eingesetzt wurde.
In den 1990er-Jahren war Paton ohne nennenswerte Erfolge in der 500-cm³-Klasse der Motorrad-Weltmeisterschaft vertreten.
Im Jahr 2017 gewann Paton mit Michael Rutter das Lightweight-Rennen bei der Isle of Man TT. Michael Dunlop war zwischen 2018 und 2024 insgesamt viermal auf Paton siegreich auf der Isle of Man. Peter Hickman gewann für den Hersteller 2022 das Supertwin-Rennen bei der TT.
Unter der Marke Paton werden heute auf Bestellung optisch den klassischen Paton nachempfundene Rennmotorräder angeboten.